# Переуца
Переуца — річка в Україні, у Глибоцькому й Сторожинецькому районах Чернівецької області, права притока Малого Серету (басейн Дунаю).

## Опис
Довжина річки приблизно 7 км. Формується з багатьох безіменних струмків та 2 невеликих річок Середньої та Петриуцулі.

## Розташування
Бере початок на південному заході від села Корчівці. Тече переважно на північний захід і в селі Нижні Петрівці впадає у річку Малий Серет, праву притоку Серету.